# Adam Faust
Adam Faust (* 26. Februar 1840 in Hofheim am Taunus; † 29. Januar 1908 ebenda) war ein deutscher Landwirt und Mitglied des Provinziallandtages der Provinz Hessen-Nassau.

## Leben
Adam Faust betrieb nach seiner Schulausbildung in seiner Heimatstadt einen landwirtschaftlichen Hof. Er engagierte sich in der Kommunalpolitik und kam Mitte der 1870er Jahre in den Gemeinderat Hofheim. Von 1878/1879 bis 1885 war er Mitglied des Bezirksrates des Amtes Höchst. Als am 1. April 1886 die neue Kreisordnung der Provinz Hessen-Nassau in Kraft trat, wurde das Amt dem neu geschaffenen Landkreis Höchst zugeordnet und Faust erhielt einen Sitz im Kreistag sowie im Kreisausschuss. 1899 wurde er Zweiter Beigeordneter in der Stadt Hofheim. In dieser Funktion erhielt er ein Mandat für den Nassauischen Kommunallandtag des preußischen Regierungsbezirks Wiesbaden bzw. den Provinziallandtag der Provinz Hessen-Nassau, wo der Mitglied des Rechnungsprüfungs-, Eingaben- und Beamtenausschusses war. 

### Öffentliche Ämter
- bis 1908 stellvertretendes Vorstandsmitglied der Landwirtschaftskammer für den Regierungsbezirk Wiesbaden